# وسکو (اورگن)
وسکو (به انگلیسی: Wasco) شهری در شهرستان شرمن ایالت اورگن است و در سرشماری سال ۲۰۱۱ میلادی، ۴۱۰ نفر جمعیت داشته که نسبت به سال ۲۰۱۰، ۰ درصد رشد جمعیت داشته‌است.